# Greene Vardiman Black
Greene Vardiman Black (3. srpna 1836 Winchester, Illinois – 1915), běžně známý jako G. V. Black, je znám jako jeden ze zakladatelů moderní stomatologie. Narodil se poblíž Winchesteru ve státě Illinois 3. srpna 1836 Williamovi a Mary Blackové. Svůj raný život strávil na farmě, kde se začal zajímat o přírodu. Ve věku 17 let začal Black studovat medicínu s pomocí svého bratra, doktora Thomase G. Blacka. V roce 1857 se setkal s doktorem J. C. Speerem, který ho naučil práci zubního lékaře. Po občanské válce, ve které sloužil jako průzkumník Unie, se přestěhoval do Jacksonville v Illinois (1864). Po usazení zde zahájil svou kariéru v zubním lékařství. Tento obor studoval po tehdy běžnou dobu 20 měsíců následovaných praxí. Od roku 1890 učil na zubním oddělení na univerzitě v Iowě a poté se přestěhoval do Chicaga.
Zkoumal mnoho důležitých témat stomatologie, včetně příčin zubní fluorózy či ideálních způsobů preparací kavit. Jedním z jeho mnoha vynálezů byla zubní vrtačka s nožním pohonem. Je také známý svými principy preparací zubů, ve kterých popisuje správné metody přípravy zubů na výplně. Tyto metody využívaly vědecké principy k maximalizaci rezistence a retence amalgámové výplně a k minimalizaci možnosti zlomenin. Zároveň respektovaly anatomii zubů, aby došlo k minimální expozici zubní dřeně. Blackova fráze „extension for prevention“ (v češtině používaná jako termín preventivní extenze) je v zubařské komunitě dodnes známá a představuje Blackovu myšlenku, že by zubní lékaři měli preventivně rozšířit preparaci i do drážek a jamek, které nejsou v současné chvíli zasaženy zubním kazem, aby došlo k prevenci rozvoje kazu v těchto místech. V současnosti došlo ke změně pohledu a lékaři se mnohem více zaměřují na minimální zásahy do tvrdých zubních tkání. Black publikoval své myšlenky v textu Manual of Operative Dentistry v roce 1896.
Dále vytvořil „Blackovu klasifikaci kazivých dutin,“ která je používána lékaři dodnes. Od té doby byla do tohoto systému přidána pouze jedna kategorie.

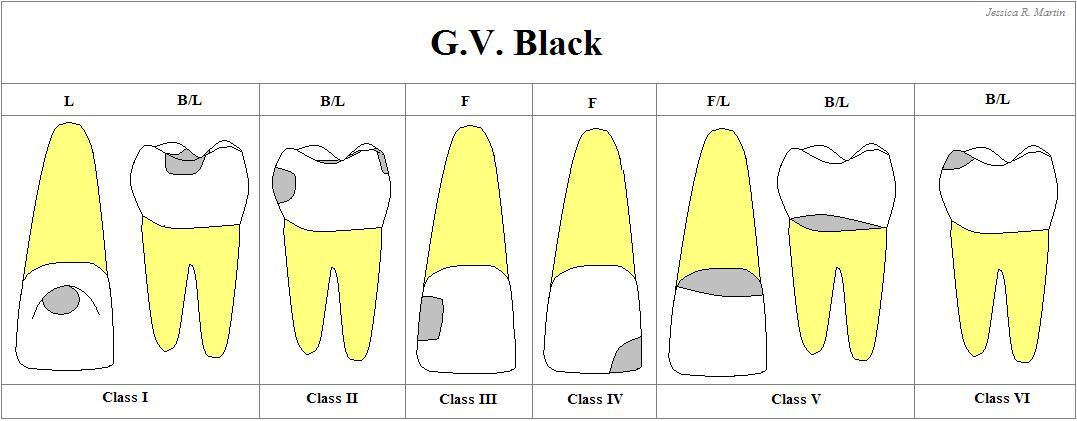
Blackova klasifikace kazů

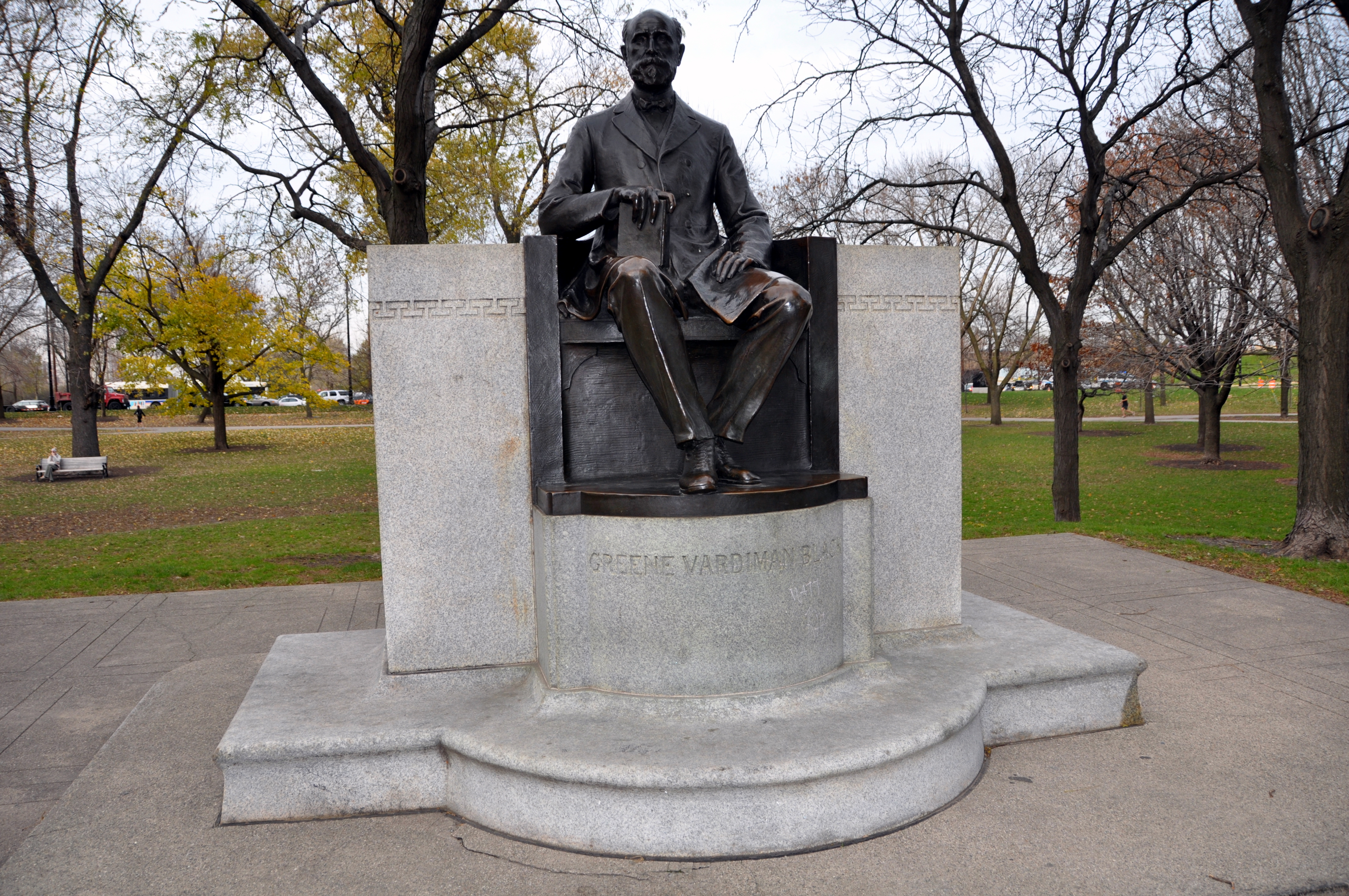
Blackova socha v Lincoln Parku

Blackova klasifikace kazivých dutin:
- Kazy první třídy zasahující jamky a fisury na okluzní ploše stoliček a třenových zubů a kazy ve foramen caecum.
- Kazy druhé třídy postihující aproximální povrch stoliček a premolárů.
- Kazy třetí třídy ovlivňující aproximální povrchy frontálních zubů, aniž by došlo k poškození růžků.
- Kazy čtvrté třídy zasahující aproximální plochy frontálních zubů, kde zároveň došlo k poškození či ztrátě růžku.
- Kazy páté třídy postihující krčkovou část zubů.
- Kazy šesté třídy (přidány později) postihující hroty hrbolků stoliček, premolárů a špičáků.

Kromě vývoje pravidel pro preparaci kavit experimentoval Black se složením amalgámu. Po letech výzkumu vydal Black v roce 1895 svůj vyvážený amalgámový vzorec (v originále balanced amalgam formula). Tento vzorec a jeho variace se rychle stali zlatým standardem amalgámů a zůstali jím téměř 70 let. Blackův syn Arthur pokračoval v odkazu svého otce pokračováním ve výzkumu nebo získáním podpory pro rozvoj zubních věd. Výsledkem jeho práce bylo také ustanovení povinnosti vysokoškolského vzdělání pro zubní lékaře.
Greene Vardiman Black byl druhým děkanem Northwestern University Dental School kde jeho portrét visel až do uzavření školy v roce 2001. Jeho sochu můžeme nalézt na jižním okraji chicagského Lincoln Parku. 25. února 1995 byl také uveden do Mezinárodní síně slávy zubního lékařství Akademie Pierra Faucharda.